# Prix Europe pour le théâtre
Le Prix Europe pour le théâtre (Premio Europa per il Teatro), est né en 1986 comme programme pilote de la Commission européenne soutenue par Mélina Mercouri, marraine de la première édition et Jack Lang, alors ministre de la Culture, et actuel président du Prix. Depuis 2002, le Prix Europe pour le théâtre a été reconnu par le Parlement européen et le Conseil de l’Europe comme « organisation d’intérêt culturel européen ». Le prix est remis par l'Union des théâtres de l'Europe et la Convention théâtrale européenne. Le lauréat est choisi pour sa carrière et l'ensemble de son parcours artistique.
En 1990, le Prix Europe Réalités théâtrales (Premio Europa Realtà Teatrali) est créé et décerné à Anatoli Vassiliev.
En 1987, le premier jury international était présidé par Irène Papas,.

## Lauréats Prix Europe pour le théâtre (PET)[4]
- 1987 : Ariane Mnouchkine et le Théâtre du Soleil
- 1989 : Peter Brook
- 1990 : Giorgio Strehler
- 1994 : Heiner Müller
- 1997 : Robert Wilson
- 1998 : Luca Ronconi
- 1999 : Pina Bausch
- 2000 : Lev Dodine
- 2001 : Michel Piccoli
- 2006 : Harold Pinter
- 2007 : Robert Lepage et Peter Zadek
- 2008 : Patrice Chéreau
- 2009 : Krystian Lupa
- 2011 : Peter Stein
- 2016 : Mats Ek
- 2017 : Isabelle Huppert, Jeremy Irons
- 2018 : Valeri Fokine

## Prix Europe réalités théâtrales (PERT)[4]
- 1990 : Anatoli Vassiliev
- 1994 : Giorgio Barberio Corsetti, Comediants, Eimuntas Nekrosius
- 1997 : Carte Blanche Compagnia della Fortezza (Armando Punzo), Théâtre de Complicité (Simon McBurney)
- 1998 : Christoph Marthaler
- 1999 : Royal Court Theatre (Sarah Kane, Mark Ravenhill, Jez Butterworth, Conor McPherson, Martin McDonagh)
- 2000 : Theatergroep Hollandia (Johan Simons, Paul Koek), Thomas Ostermeier, Societas Raffaello Sanzio (Romeo Castellucci, Chiara Guidi)
- 2001 : Heiner Goebbels, Alain Platel
- 2006 : Oskaras Korsunovas, Josef Nadj
- 2007 : Alvis Hermanis, Biljana Srbljanović
- 2008 : Rimini Protokoll (Helgard Haug, Stefan Kaegi, Daniel Wetzel), Krzysztof Warlikowski, Sasha Waltz
- 2009 : Guy Cassiers, Pippo Delbono, Rodrigo García, Arpád Schilling, François Tanguy et sa compagnie le Théâtre du Radeau

- 2011 : Viliam Dočolomanský, Katie Mitchell, Andreï Mogoutchi (ru), Kristian Smeds, Teatro Meridional, Vesturport Theatre
- 2016 : Viktor Bodó, Andreas Kriegenburg, Juan Mayorga, National Theatre of Scotland, Joël Pommerat
- 2017 : Susanne Kennedy, Jernej Lorenci, Yael Ronen, Alessandro Sciarroni, Kirill Serebrennikov, Theatre NO99
- 2018 : Sidi Larbi Cherkaoui, Cirkus Cirkör (Tilde Björfors), Julien Gosselin, Jan Klata, Milo Rau, Tiago Rodrigues

## Prix spécial[4]
- 1987 : Mélina Mercouri
- 1998 : Václav Havel
- 2000 : BITEF (Jovan Ćirilov), Ibrahim Spahić (Mention spéciale)
- 2008 : Belarus Free Theatre (Mention spéciale PERT)
- 2011 : Yuri Lyubimov
- 2016 : Silviu Purcarete
- 2017 : Wole Soyinka, Fadhel Jaïbi (Mention spéciale), Dimítris Papaïoánnou (PERT)
- 2018 : Núria Espert

## Publications
Outre la publication d'un catalogue pour chaque édition du Prix Europe, une série de volumes rassemble les actes des conférences avec des témoignages sur les profils et les travaux des lauréats et les actes des initiatives collatérales des événements du Prix.